# Nucleus (Band)
Nucleus war eine von Ian Carr gegründete britische Rockjazz-Band, die von 1969 bis 1989 bestand. Sie war eine der ersten und erfolgreichsten Rockjazz-Gruppen Großbritanniens.

## Geschichte
Das im September 1969 gegründete Ensemble spielte zunächst in einer Sextett-Besetzung. Das Debüt-Album Elastic Rock entstand im Januar 1970 ohne Kenntnis vergleichbarer Fusionsversuche von Miles Davis wie In a Silent Way; das Album kam zeitgleich mit Bitches Brew heraus. Es „gehört damit nicht nur zu den frühesten Scheiben mit Musik, die Jazz und Rock miteinader verband, sondern auch zu den ersten Platten, auf denen diese Synthese auch wirklich gelungen war.“ Im Unterschied zu manchen anderen Bands dieser Richtung (z. B. Soft Machine) „kamen die Musiker von Nucleus meist vom Jazz. Das hört man der Musik auch deutlich an.“ Dabei erzeugten die unterschiedlichen „Keyboards (meist E-Piano), E-Gitarre, Bass und Schlagzeug ein dicht verwobenes Geflecht von eher sanft vorantreibenden Klängen,“ über dem die Bläser virtuose Soli spielten.
Auf Anregung der BBC trat die Formation auf dem Montreux Jazz Festival 1970 auf, wo sie den Bandwettbewerb gewann. Dadurch wurde Nucleus in Europa bekannt. Der Preis waren zwei Auftritte in den USA, sowohl auf dem Newport Jazz Festival als auch im New Yorker Club Village Gate. Vertragsverhandlungen über die Veröffentlichung des ersten Nucleus-Albums in den USA scheiterten an überzogenen Forderungen des Bandmanagers. We’ll Talk About It Later wurde nach Rückkehr nach London von derselben Besetzung wie das Debütalbum eingespielt und führt zu einem „der gelungensten Versuche Jazz und Rock nicht nur einfach zu kombinieren, sondern wirklich miteinander zu verschmelzen.“
Die Combo-Besetzung wurde seit der dritten Platte (Solar Plexus) im Studio gelegentlich bis zum Big-Band-Format ausgedehnt. Auf den ersten drei Alben finden sich Kompositionen aller Gründungsmitglieder, insbesondere von Karl Jenkins, Jeff Clyne, Brian Smith oder Chris Spedding, die sich durch einen sehr dichten Sound auszeichnen.
Belladonna (1972) war das erste Album mit fast völlig veränderter Besetzung (neben Carr blieb nur Brian Smith), die auch dazu führte, dass Nucleus nun vornehmlich Kompositionen des Bandleaders aufführte. Mit einer erweiterten Besetzung präsentierte Carr 1973 in der Queen Elizabeth Hall die Uraufführung seiner zyklischen Komposition „Labyrinth“. Auf der letzten „regulären“ Platte der Gruppe ist die Besetzung um ein Streichorchester erweitert.
Nach eigenen Angaben hat Carr mit Nucleus ein „umfassendes pluralistisches Konzept“ verfolgt, in dem neben improvisierten Passagen auskomponierte, neben tonalen freie Teile standen, die in einem „ausgewogenen Verhältnis von Spannung und Entspannung“ angeordnet waren. Die Band war regelmäßig in Europa in Tour, wo sie auf Festivals, aber auch in Jazzclubs und anderen Spielstätten auftrat.
Im August 2005 fand ein Teil früherer Mitglieder unter Leitung von Geoff Castle noch einmal für ein Konzert zusammen.

## Diskografie
- Elastic Rock (Vertigo, 1970)
- We'll Talk About It Later (Vertigo, 1970)
- Solar Plexus (Vertigo, 1971)
- Belladonna (Vertigo, 1972)
- Labyrinth (Vertigo, 1973)
- Roots (Vertigo, 1973)
- Under the Sun (Vertigo, 1974)
- Alleycat (Vertigo, 1975)
- Snakehips Etcetera (Vertigo, 1975)
- Direct Hits (Kompilation, Vertigo, 1976)
- In Flagranti Delicto (CMP, 1977)
- Out of the Long Dark (Capitol, 1978)
- Awakening (Mood, 1980)
- Live at the Theaterhaus (Mood, 1985)
- Old Heartland (MMC/EMI, 1988)

Die meisten Alben sind bei BGO Records wiederveröffentlicht worden.

### Beteiligung an anderen Alben
- Neil Ardley Kaleidoscope of Rainbows (Gull 1976)[5]
- Various Artists Jazzbühne Berlin '79 (Amiga Jazz, 1979)[6]

### Spätere Veröffentlichungen von Live- und Radio-Mitschnitten
- Nucleus with Leon Thomas: Live 1970 (aufgenommen 1970) (Gearbox 2014)
- The Pretty Redhead (aufgenommen 1971 and 1982) (Hux, 2003)
- Live in Bremen (aufgenommen 1971) (Cuneiform, 2003)
- Hemispheres (aufgenommen 1970 & 1971) (Hux, 2006)
- UK Tour '76 (aufgenommen 1976) (MLP, 2006)
- Live at BBC (12-CD-Set, aufgenommen 1970 bis 1991, Repertoire 2021)